# Bolesław Szabelski
Bolesław Szabelski (1896. december 3. - 1979. augusztus 27.) lengyel zeneszerző, orgonaművész, a katowicei Zeneművészeti Főiskola tanára, az ún. sziléziai iskola egyik alapítója. Híresen jó tanár volt, mások mellett az ő tanítványa volt a jeles komponista, Henryk Górecki is. A lengyel zenei avantgárd mozgalom neves képviselője.

## Élete
Szabelski a Mazóviai vajdaságban fekvő Sadowne nevű faluban nőtt fel, közel Varsóhoz, ahol édesapja, Franciszek Szabelski a 20. század elején orgonistaként szolgált a helyi templomban. A fiú 12 éves korától a Varsói Zenei Társaság orgonistaképzőjébe járt. 1913-ban végzett, egyik legjobb növendékként. Ezután Mieczysław Strużyńskinál folytatta orgonista tanulmányait.
Az I. világháború kitörésekor a visszavonuló orosz csapatokkal Kijevig jutott. Zenetanári kurzust végzett a Macierz Polska egyesületnél és tagja volt a titkos Polska Organizacja Wojskowa, POW (Lengyel Katonai Szervezet)nek is. Visszatérve Lengyelországba, rövid ideig Płockban volt a helyi katedrális orgonistája és az orgonistaképző iskola tanára. 1918-ban a lengyel hadsereg katonája lett. Vilniusban szolgált a 3. tüzér ezredben és részt vett a lengyel–szovjet háborúban is. Leszerelés után, 1920 őszén Felső-Sziléziába utazott, ahol a népszavazás előkészítésében munkálkodott.
1921-ben visszatért Varsóba, ahol orgonistaként dolgozott, egyebek közt a Varsó-Powązki helyőrségi templomban is. Folytatta orgona tanulmányait Strużynskinál, de közben zeneszerzést is kezdett tanulni, előbb Roman Statkowskinál, majd annak halála után Karol Szymanowskinál. Szymanowski ajánlotta később Szabelskit 1929-ben az akkor megnyitott katowicei konzervatórium (ma Zeneakadémia) tanárának.
Katowicében Szabelski hamarosan ismertté vált, nemcsak mint hangszerének virtuóza, aki tanította is azt a konzervatóriumban (a 40-es évek végéig hangversenyeket is adott a katowicei templomokban és a rádióban), hanem mint feltörekvő zeneszerző is. A sziléziai közönség melegen fogadta mind a II. szimfóniát, mind az Suite-et vagy az Etiude-öt.

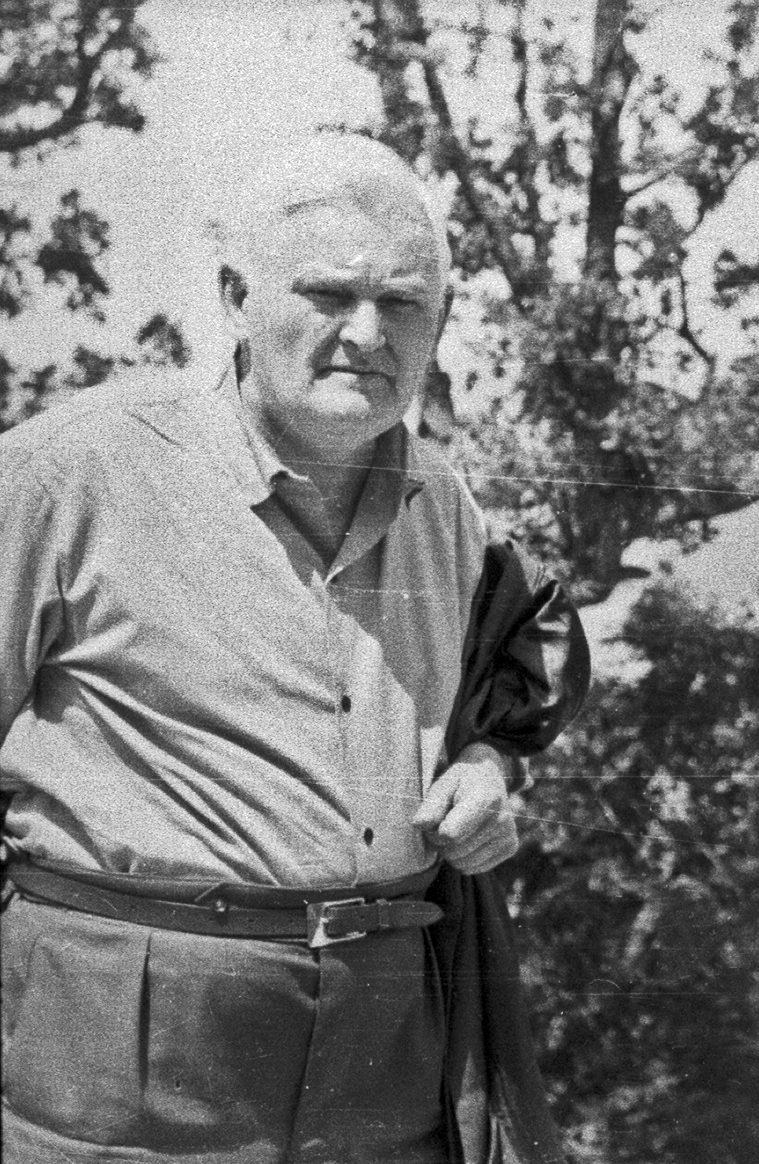
Bolesław Szabelski jugoszláviai útján, 1965-ben.

A zeneszerző munkásságát azonban félbeszakította a II. világháború kitörése. 1939. szeptember 1-én Szabelski elhagyta Katowicét és a családjánál rejtőzött el Sadownében. Neve ugyanis szerepelt a Német Birodalom ellenségeinek hírhedt listáján (Sonderfahndungsbuch Polen), azon lengyel értelmiségiek jegyzékében, akiket a Gestapo kivégezni szándékozott. Belépett a földalatti ellenállási szervezetbe (Armia Krajowa, AK). „Chmiel” álnéven harci küldetésekben, illegális kiadványok terjesztésében, árulók leleplezésében vett részt. Mindezek ellenére folyamatosan komponált. A megszállás ideje alatt keletkezett az Orgonaszonáta, a Magnificat, a Concertino zongorára és zenekarra
A felszabadulás után, 1945 februárjában visszatért Katowicébe és azonnal bekapcsolódott a konzervatóriumi képzés háború utáni újraindításába. Az Állami Zeneművészeti Főiskola megszervezése után a tanárképző kar dékánja lett. Zeneszerzést és – 1955-ig – orgonát is tanított. Katowice Ligota nevű városrészében testvérével, Józeffel zenei magániskolát is nyitottak, ahol ő professzorként tanított. Ez az iskola 1950-től 1959-ig működött.

Szabelski köszönti Leopold Stokowskit a varsói pályaudvaron, 1958. május 20-án

A zeneszerző hírneve hazájában az 1940-es évek második felében kezdett emelkedni. A Lengyel Rádió katowicei szimfonikus zenekara adta elő a műveit Grzegorz Fitelberg vezényletével. Később is olyan neves sziléziai karmesterek dirigálták a kompozícióit, mint Karol Stryja vagy Jan Krenz. Szabelski alkotóművészetének hírneve hamar eljutott a határokon túlra is. Kapcsolat tartott egyebek között a francia zeneszerző, tanár Nadia Boulanger-val, vagy az Egyesült Államokban dolgozó lengyel Leopold Stokowskival, aki bemutatta ott a Toccatáját. A Lengyel Népköztársaság hatóságai nem engedték külföldre utazni (eltekintve egy jugoszláviai úttól a 60-as években), így nem volt módja személyesen bemutatni a műveit.
Szabelski a legnagyobb népszerűségre az 50-es évek második felében tett szert, a kortárs zenének is fórumot adó Varsói Ősz Fesztiválok 1956-os kezdetétől, ahol a komponista alkotásai rendre szerepeltek. 1959-ben, a III. Varsói Ősz keretében mutatta be áttörést jelentő Improwizacje / Improvizációk című művét. Közönsége elámulva és csodálattal hallgatta, mivel az Improvizációk – bár a 60 éves komponista alkotta – a zenei avantgárd ösvényét jelölte ki. További művei is ebben stílusvilágban születtek. Szabelski egészen a haláláig folyamatosan alkotott. 1979. augusztus 27-én halt meg, a Katowice-Panewniki temetőben alussza örök álmát.
2010-ben Katowice Városi Tanácsa egy teret nevezett el a zeneszerzőről Katowice Ligota városrészében, a Panewnicka és a Piotrowicka utcák kereszteződésében. A névadó ünnepségre 2011. április 16-án került sor.

## Magánélete

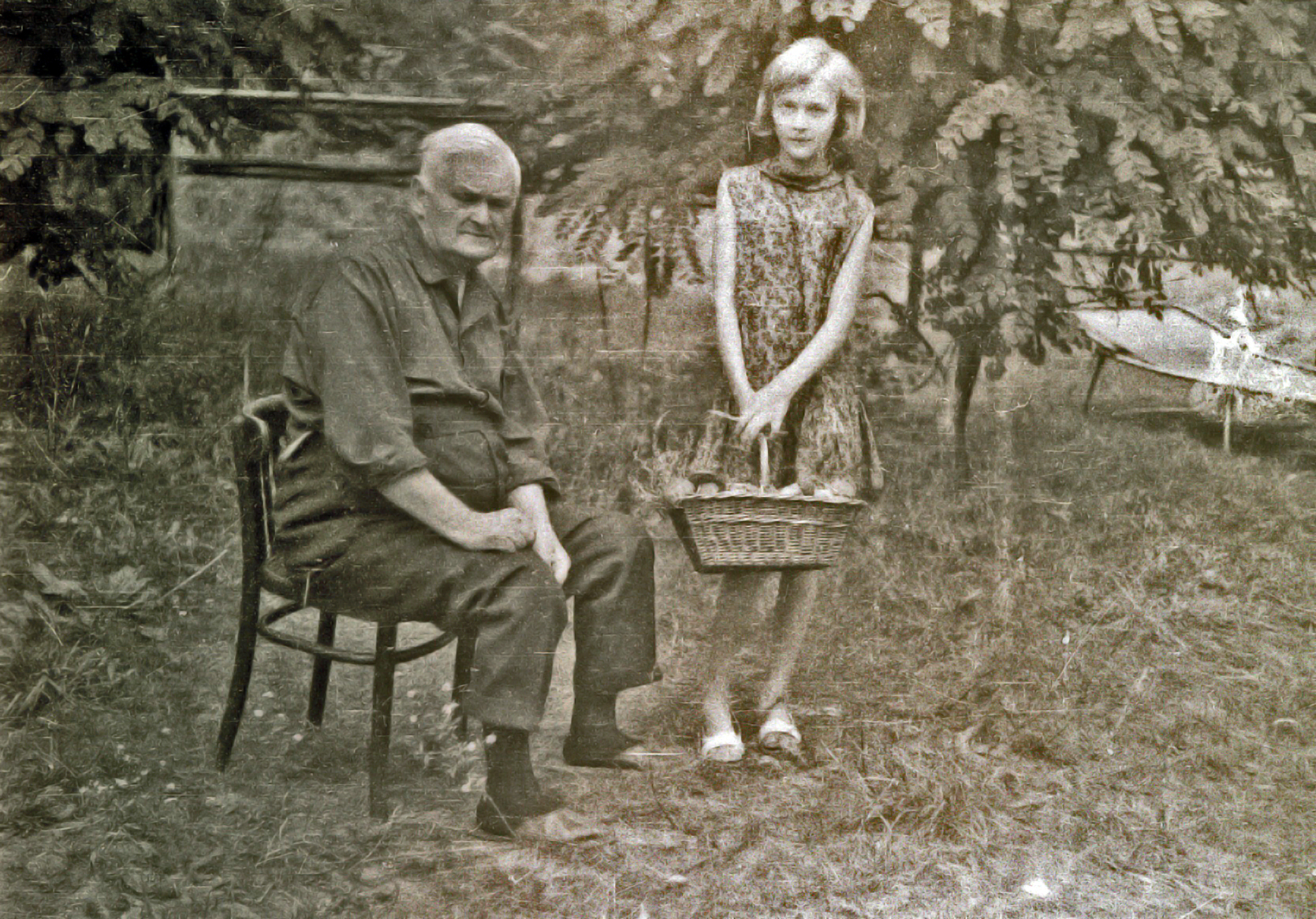
Bolesław Szabelski lányával, Mariával. Sadowne, 1960-as évek

Szabelski rendkívül szerény ember volt. A mulandó dolgok nemigen érdekelték, a muzsika volt az élete. A katowicei konzervatórium legendái zárkózottként festik le (a főiskolások „hallgatag ember”-nek nevezték), de arról a kedvességről és nyitottságról is szólnak, ahogy a tanítványait kezelte. Mindezek folytán kapta az Isten szolgája becenevet. Ha csak tehette, kerülte a nyilvános megjelenéseket és a médiainterjúkat.

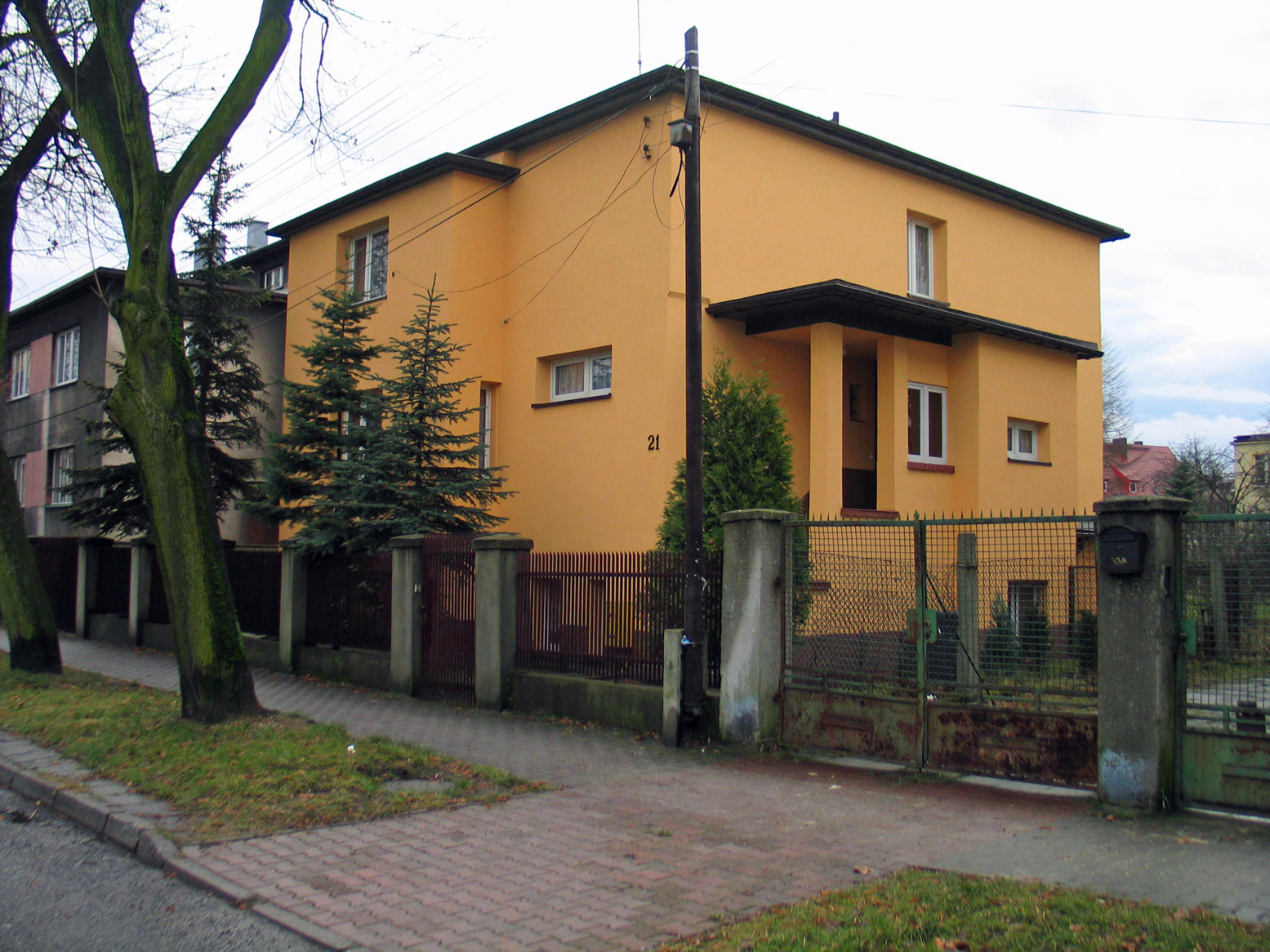
A Vilnius utca 21. alatti villa, ahol Szabelski a háború után lakott

Néha azonban másként is tudott viselkedni. „Egy alkalommal mindenkit elképesztett, amikor egy banketten a Forum hotelben vitába keveredett. Végül még magát Fitelberget is túlbeszélte.” – emlékezett vissza Jan Krencz.
Attól a kivételtől eltekintve, hogy közvetlenül a háború után belépett a Demokrata Pártba – amely persze sokkal inkább volt diktátum következménye, mintsem a belső meggyőződésé – Szabelski nem volt politikailag elkötelezett. Szoros kapcsolatokat ápolt az állami hivatalokkal és az egyházi vezetőkkel – köztük Herbert Bednorz katowicei püspökkel – egyaránt. A háború után a hatóságok egy villát juttattak a számára Katowicében, a Vilnius utca 21. szám alatt, melynek a lakóit a németek deportálták. 1955-ben feleségül vette Ireną Marmolt (†2009), egy évvel később jött világra kislányuk, Maria. A család egy villában lakott, Katowice Ochojec lakónegyedében, Szabelski itt komponált élete utolsó napjaiig.

## Művészete

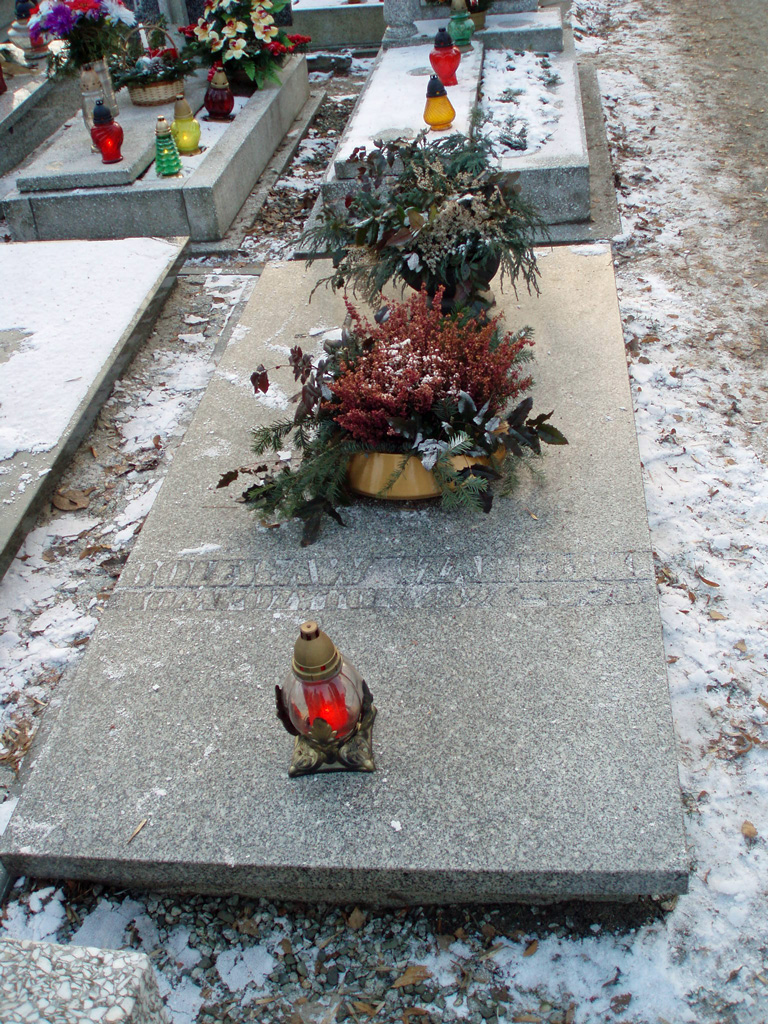
Irena és Bolesław Szabelski sírja a Katowice Panewniki temetőben

Szabelski nevéhez 32 opus fűződik, elsősorban szimfonikus művek – egyebek közt 5 szimfónia, egy concerto grosso, egy concertino és egy-egy versenymű fuvolára és zongorára. Ez utóbbi hangszer kiemelkedő szerepet játszik a szerző szimfonikus műveiben. Több kórusművet is alkotott. Különös, de annak ellenére, hogy virtuóz orgonista volt, csak néhány darabot írt erre a hangszerre. Ugyancsak kevés kamaradarab került ki a műhelyéből: az egyetlen (fennmaradt) Vonósnégyes és az Aforyzmy 9.
Stílusát tekintve a szerző művészetét a dinamika és a gazdag tonális-harmóniai rétegezettség jellemzi. Gyakran kelt dinamikai, hangzásbeli feszültséget, a tematikus anyag azonban soha nem ismétlődik. Ha mégis, akkor variáció tárgyaként – és ez zenéjének egyik állandó jellemzője. A másik legfontosabb az egymást követő zenei gondolatok erős kontrasztja.
Alkotói munkásságát két periódusra lehet felosztani, amelyek még további fázisokra tagolódnak:
Tematikus periódus, amelyet a komponista indulásától számítunk, és a Szonettek bemutatójáig tart (Varsói Ősz, 1957.)
Főiskolai fázis: A kezdetektől az 1920-as évek végéig tart. Első eredményei a Variációk zongorára, az I. vonósnégyes, a Kantáta az Örömóda szövegére, illetve az I. szimfónia, amelyek azonban – sajnos – nem maradtak fenn. Ez a fázis a Passacaglia orgonára és a II. szimfónia művekkel zárul. Ezek a művek, bár a kései romantika és Szymanowski hatása alatt születtek, már jól mutatják azt az egyéni hangot, amely Szabelski későbbi munkásságában teljesedik ki.
Második fázis: A 30-as és 40-es éveket öleli fel, ekkor születik a Szvit, az Etűd, az Orgona szonáta és a  Szimfonietta. Ekkor Szabelskit elsősorban a neoklasszicizmus inspirálta, de fel lehet fedezni a műveiben a barokk monumentalitás nyomait és Sztravinszkij hatását is.
Harmadik fázis: (1949 - 1957). Ekkor alkotja meg a nagyszabású III. és IV. szimfóniát és a Concerto grossót. Érdekes, hogy barokk megoldásokat találunk a Katonainduló és a Hősi költemény narratív és gazdag melodikus zenei anyagaiban egyaránt.
Témák nélküli periódus (1957 -
Első fázis: (1957 - 1966). Jellemzője, hogy az addigi stílust megtöri a zenei avantgárd megjelenése. Szabelski túljut a tizenkét fokú alkotási technikán és közelít Anton Webern művészetéhez. Expresszív formák kidolgozása helyett tömör formákban komponál. Ebben az időszakban születik a Szonettek, a Versek, az Improvizációk, az Aforizmák 9, a Prelúdiumok, a Fuvolaverseny és az V. szimfónia.
Második fázis: (1966 - 1979). A zenei beszédmód még erőteljesebb tömörsége jellemzi. Ez a forma a csúcspontját az 56-os erőd-ben, a Kopernikusz című szimfonikus költeményben, illetve utolsó művében, a Zongoraversenyben éri el.

## Művei
- Wariacje Fortepianowe (Variációk zongorára, 1922) – elveszett
- Preludia na organy (Prelúdium orgonára, 1922) – elveszett
- I Kwartet Smyczkowy (I. vonósnégyes, 1923) – elveszett
- I Symfonia (I. szimfónia, 1925–26) – töredékekben maradt fenn
- Kantata na chór i orkiestrę (Kantáta kórusra és zenekarra, 1927–28)
- Passacaglia e-moll na organy (Passacaglia orgonára, e-moll, 1930)
- II Symfonia (II. szimfónia, 1929–32)
- Muzyka do sztuki Emila Zegadłowicza Lampka Oliwna (Kísérőzene Emil Zegadłowicz „Az olajlámpás” című tragédiájához, 1933–34)
- Suita na orkiestrę (Zenekari szvit, 1936), a Toccata tételt önállóan is előadják[6]
- Etiuda na orkiestrę (Etűd zenekarra, 1938)
- Magnificat na sopran solo, chór i orkiestrę (Magnificat szoprán szólóra, kórusra és zenekarra, 1938–42)
- Sonata na organy (Szonáta orgonára, 1943)
- Marsz Żołnierski (Katonainduló, 1946)
- Sinfonietta na orkiestrę smyczkową i perkusję (Sinfonietta vonós zenekarra és ütőhangszerekre, 1946)
- III symfonia (III. szimfónia, 1951)
- Poemat Bohaterski na chór mieszany i orkiestrę (Hősi költemény vegyes karra és zenekarra, 1952)
- Uwertura uroczysta na orkiestrę (Ünnepi nyitány, zenekarra, 1953)
- Concerto grosso (Concerto grosso, 1954)
- Concertino' na fortepian i orkiestrę (Concertino, zongorára és zenekarra, 1955)[7]
- II Kwartet smyczkowy (II. vonósnégyes, 1956)
- IV symfonia (IV. szimfónia, 1957)
- Sonety na orkiestrę (Szonettek, zenekarra, 1958)
- Improwizacje na chór i zespół kameralny (Improvizációk, kórusra és kamaraegyüttesre, 1959)
- Wiersze na fortepian i orkiestrę (Versek, zongorára és zenekarra, 1961)
- Aforyzmy 9 (Aforizmák 9, 1962)
- Preludia na orkiestrę kameralną (Prelúdium, kamarazenekarra, 1963)
- Koncert na flet i orkiestrę (Fuvolaverseny, 1964)[8]
- V symfonia (V. szimfónia, 1968)
- Sygnał pozdrowienie (Köszöntő szignál, 1968)
- Poemat symfoniczny "Mikołaj Kopernik" na sopran solo, 2 chóry mieszane i orkiestrę (Kopernikusz, szimfonikus költemény, szoprán szólóra, két vegyes karra és zenekarra, 1976)
- Kantata Reduta 56 (Az 56-os erőd, kantáta, 1976)
- Koncert fortepianowy (Zongoraverseny, 1979)

## Tanítványai
Szabelski 1929 és 1955 között tanított a katowicei konzervatóriumban (a háború alatti megszállás kivételével), az első időszakban orgonát, 1949-től pedig zeneszerzést is. Az oktatást folytatta 1967-es nyugdíjba vonulása után is – a tanítványai az otthonában látogatták meg.
Bolesław Woytowicz zeneszerzővel, aki kollégája is volt a konzervatóriumban, ők voltak az alapítói az ún. sziléziai iskolának. Ebbe sorolják a katowicei Állami Zeneművészeti Főiskolán (ma Zeneakadémia) végzett jeles zeneszerzők több generációját. A két alapító és a tanítványaik jelentős hatással voltak hazájuk zenei életére.
A tanítványok listája
Zeneszerzői szakon: 
- Jan Wincenty Hawel
- Henryk Górecki
- Zdzisław Szostak
- Stanisław Kotyczka
- Zbigniew Bargielski
- Edward Bogusławski
- Piotr Warzecha
- Gabriela Moyseowicz
- Aleksander Glinkowski
- Ryszard Gabryś
- Tadeaš Salva
- Bronisław Przybylski
- Jan Partyka

Orgona szakon: 
- Jan Gawlas
- Antoni Poćwierz
- Kazimierz Bała
- Irma Thenior-Janecka
- Bronisław Sierakowski

## Főbb kitüntetései
- 1953 – Állami-díj II. fokozata.[9]
- 1959 – Lengyelország Újjászületése érdemrend parancsnoki keresztje
- 1961, 1967 – Lengyel Zeneszerzők Egyesületének díja
- 1972 – a Lengyel Állam millenniumi érme
- 1976 – Lengyelország Újjászületése érdemrend parancsnoki keresztje a csillaggal
- – Munka Érdemrend I. fokozata
- a lengyel kulturális és művészeti miniszter több díja és kitüntetése

## Fordítás
Ez a szócikk részben vagy egészben  a   Bolesław Szabelski című lengyel Wikipédia-szócikk ezen változatának fordításán alapul.  Az eredeti cikk szerkesztőit annak laptörténete sorolja fel. Ez a jelzés csupán a megfogalmazás eredetét és a szerzői jogokat jelzi, nem szolgál a cikkben szereplő információk forrásmegjelöléseként.